# We’re Only in It for the Money
We’re Only in It for the Money (рус. Мы здесь всего лишь ради денег) — третий студийный альбом Фрэнка Заппы с группой The Mothers of Invention, вышедший в 1968 году.
В 2005 году альбом включён в Национальный реестр аудиозаписей.

## Об альбоме
Обложка альбома является пародией на альбом Sgt. Pepper’s Lonely Hearts Club Band британской группы The Beatles, вышедший годом ранее.
Диск поднимался на 30-е место в хит-параде Billboard; занимает 296 место в списке «500 величайших альбомов всех времён по версии журнала Rolling Stone».
We’re Only in It for the Money насыщен сатирой на хиппи и лето любви (англ. Summer of Love). Композиция «Flower Punk» является пародией на песню «Hey Joe» (известную, в частности, в исполнении Джими Хендрикса). Был записан без участия вокалиста Рэя Коллинза, который временно покинул группу.

## Список композиций
Слова и музыка всех песен — Фрэнк Заппа.
| №                   | Название                                | Длительность |
| ------------------- | --------------------------------------- | ------------ |
| 1.                  | «Are You Hung Up?»                      | 1:23         |
| 2.                  | «Who Needs the Peace Corps?»            | 2:34         |
| 3.                  | «Concentration Moon»                    | 2:22         |
| 4.                  | «Mom & Dad»                             | 2:16         |
| 5.                  | «Telephone Conversation»                | 0:48         |
| 6.                  | «Bow Tie Daddy»                         | 0:33         |
| 7.                  | «Harry, You're a Beast»                 | 1:22         |
| 8.                  | «What's the Ugliest Part of Your Body?» | 1:03         |
| 9.                  | «Absolutely Free»                       | 3:24         |
| 10.                 | «Flower Punk»                           | 3:03         |
| 11.                 | «Hot Poop»                              | 0:26         |
| Общая длительность: | Общая длительность:                     | 19:14        |

| №                   | Название                                          | Длительность |
| ------------------- | ------------------------------------------------- | ------------ |
| 1.                  | «Nasal Retentive Calliope Music»                  | 2:03         |
| 2.                  | «Let's Make the Water Turn Black»                 | 2:01         |
| 3.                  | «The Idiot Bastard Son»                           | 3:18         |
| 4.                  | «Lonely Little Girl»                              | 1:09         |
| 5.                  | «Take Your Clothes Off When You Dance»            | 1:35         |
| 6.                  | «What's the Ugliest Part of Your Body? (Reprise)» | 0:57         |
| 7.                  | «Mother People»                                   | 2:32         |
| 8.                  | «The Chrome Plated Megaphone of Destiny»          | 6:25         |
| Общая длительность: | Общая длительность:                               | 20:00        |

## Участники записи

### The Mothers of Invention
- Фрэнк Заппа — гитара, клавишные, вокал
- Джимми Карл Блэк — труба, ударные, вокал
- Рой Эстрада — бас-гитара, вокал
- Банк Гарднер — деревянные духовые
- Билли Манди — ударные, вокал
- Дон Престон — клавишные
- Эвклид Джеймс «Моторхэд» Шервуд — саксофон, голос
- Йен Андервуд — пианино, клавишные, голоса, деревянные духовые

### Сессионные музыканты
- Памела Зарубика (Сьюзи Кримчиз) — вокал, голос по телефону
- Эрик Клэптон — мужской голос в «Are You Hung Up?» и «Nasal Retentive Calliope Music».
- Гэри Кельгрен — «the one doing all the creepy whispering» (i.e., interstitial spoken segments)
- Спайдер Барбур — вокал
- Дик Канк — вокал «cheerful interruptions»
- Вики Кельгрен — дополнительный вокал по телефону
- Сид Шарп — оркестровые аранжировки «Absolutely Free», «Mother People» и «The Chrome Plated Megaphone of Destiny»
- Дик Бабер — вокал